# Lugdunum
Colonia Copia Claudia Augusta Lugdunum (współcześnie Lyon we Francji) – miasto założone przez Lucjusza Plancusa w 43 p.n.e. Było stolicą rzymskiej prowincji Gallia Lugdunensis. Miejsce urodzenia dwóch cesarzy: Klaudiusza i Karakalli, a także Germanika, ojca cesarza Kaliguli.

## Założenie miasta
Według rzymskiego historyka Kasjusza Diona w 43 roku p.n.e. senat rzymski nakazał gubernatorom Lucjuszowi Plancusowi oraz Markowi Lepidusowi (gubernatorowi prowincji Gallia Narbonensis) pomoc rzymskim uchodźcom. Wypędzeni przez Allobrogów z miasta Vienne, położonego około 30 km na południe od Lugdunum, obozowali u ujścia rzeki Saony do Rodanu, prawdopodobnie w liczbie kilkunastu tysięcy. W tej okolicy postanowiono zbudować miasto, którego najstarsze zabudowania odkryto na górujących nad Saoną wzgórzach Fourvière.

## Rozwój miasta
W ciągu pierwszych kilkudziesięciu lat istnienia miasto stało się znaczącym ośrodkiem administracyjnym. W 15 p.n.e. w mieście ulokowano w nim oddział cesarskiej mennicy, w której bito monety przez następne trzysta lat. W 12 n.e. zbudowano tam ołtarz Augusta i bogini Romy, a w ciągu I wieku ukończono pierwszy z czterech akweduktów.